# 扶律顕常
扶律顕常（ふりつけんじょう）とは、仏教、とりわけ天台宗や日蓮宗などの法華一乗の立場から、『涅槃経』を指した語をいう。戒律を扶（たす）け仏性の常住をあらわす、という意味。扶律談常（ふりつだんじょう）あるいは扶律説常（ふりつせつじょう）ともいう。天台大師智顗が判じたことに由来する。
釈迦仏の入滅後の末世において、悪比丘が横行し戒律を破り、「如来は無常なり」などという誤解を生じさせんがために、戒律の必要性を説き仏性の常住を説いたのが『涅槃経』であるという。また方便として隔歴（かくれき）あるいは歴劫（りゃっこう）修行を説いて戒律などを守るように扶け、（『法華経』で既に説いた）仏性の常住不滅を聞いても、自分は仏と同じであるという邪見に堕ちないようにした教えが『涅槃経』である、という。
日蓮は『釈迦一代五時継図』において、次のように述べている。
上記の内容から、日蓮を本仏とする宗派では、『涅槃経』は『法華経』に説く仏性常住の理という命をたすける重宝とする。これを贖命重宝という。
また、これに関連して、最澄撰といわれる（偽撰とも）『末法燈明記』の
がよく引用される。
日蓮を本仏とする宗派では「末法無戒」を説き、末法における僧侶は無戒である、としている。ただしこの文章は、日蓮が「名字即菩提」などと、「名字」の語義に注目し「煩悩則菩提」などと同じく、「名字即（初めて正法を聞いて一切の法はみな仏説であると覚る位）」による転換を指し示したもので、単なる戒律を否定したものではない、あるいは「末法無戒」とは釈尊の法や戒律が末法では通用しないので、本仏である日蓮が明かした金剛宝器戒こそが末法に於ける戒律である、等々さまざまな説を生むきっかけとなった。
したがって、これは『涅槃経』における戒律や仏性常住の記述とも関係があるので、照らしあわせて考察する必要がある。
なお、鎌倉中期に書かれた『沙石集』にもこうある。